# Духмянка
Ziziphora — рід напівкущів або однорічних або багаторічних трав, що населяють південь Європи, північний захід Африки, західну й центральну Азію (до Монголії); ростуть у відкритих зазвичай ксеричних місцях проживання.

## Біоморфологічна характеристика
Листки ± цілі, від майже сидячих до коротко-ніжкових. Суцвіття 2–12квіткових щитків, які розміщені в пазухах листоподібних приквітків, утворюють кінцевий складний зонтик. Квітки на коротких квітконосах. Чашечка ± актиноморфна, 5-лопатева (± 3/2), частки трикутні, задні частки коротші, ніж прямі або вигнуті передні частки, трубка циліндрична, іноді вигнута, горло бородате. Віночок 2-губний, ± 4-лопатевий (1/3), білий, рожево-червоний або пурпуровий, задня губа округла, іноді виїмчаста, пряма, передні частки ± округлі, трубка циліндрична, коротка, іноді ледве витягується з чашечки. Тичинок 2. Горішки від яйцеподібних до трикутних, гладкі або гранульовані. 2n=12, 16, 18, 24, 32, 36.

## Використання
Це ароматичні та лікарські рослини, що використовуються як ароматизатор та як джерело ефірних олій.

## Види
Рід містить такі види: 
1. Ziziphora aragonensis Pau
2. Ziziphora brantii K.Koch
3. Ziziphora capitata L.
4. Ziziphora clinopodioides Lam.
5. Ziziphora galinae Juz.
6. Ziziphora hispanica L.
7. Ziziphora interrupta Juz.
8. Ziziphora pamiroalaica Juz.
9. Ziziphora pedicellata Pazij & Vved.
10. Ziziphora persica Bunge
11. Ziziphora puschkinii Adams
12. Ziziphora raddei Juz.
13. Ziziphora suffruticosa Pazij & Vved.
14. Ziziphora taurica M.Bieb.
15. Ziziphora tenuior L.
16. Ziziphora vichodceviana Tkatsch. ex Tulyag.
17. Ziziphora woronowii Maleev